# Japão nos Jogos Olímpicos de Verão de 1932
A Japão competiu nos Jogos Olímpicos de Verão de 1932, realizados em Los Angeles, nos Estados Unidos, entre 30 de julho e 14 de agosto, com a participação de 1332 atletas, sendo 126 mulheres, representando 37 países, em 16 modalidades esportivas.